# Martin Barus
Martin Barus (* 21. dubna 1986 Mladá Boleslav) je český historik a archivář.

## Odborné zaměření
Specializuje se především na církevní a regionální dějiny a prusko-rakouskou válku v roce 1866. Od 1. srpna 2010 je archivářem Biskupství litoměřického. V letech 2011–2012 vyučoval v rámci doktorského studia na Katedře historie FF UP v Olomouci.